# Optato de Milevo
Optato (em latim: Optatus) foi um bispo na cidade de Milevo na Numídia, no século IV, lembrado principalmente por suas obras contra o donatismo.

## Biografia e contexto
A obra de Optato foi escrita como uma resposta à Parmênio, sucessor de Donato na sé de Cartago. Pelo que se pode capturar de Agostinho de Hipona, Optato era um convertido: "E o que mais fizeram muitos homens bons e fiéis dentre os nossos irmãos fizeram? Não enxergamos a quantidade de ouro, prata e vestes Cipriano, este persuasivo professor e abençoado mártir, veio carregado quando saiu do Egito? Quanto Lactâncio trouxe com ele? E Vitorino, Optato e Hilário, sem falar nos que ainda estão vivos!". E isto num capítulo chamado "O que quer que tenha sido justamente afirmado pelos pagãos, devemos nos apropriar para nossos usos.".
Sua obra contra os donatistas era constituída, segundo Jerônimo (De Viris Illustribus - cap. 110), de seis livros escritos durante o reino dos imperadores Valente e Valentiniano I (r. 364–375). Atualmente, existem sete volumes e a lista de papas está preenchida até Papa Sirício (384–398). Igualmente, a sucessão donatista de antipapas é listada: Vitor, Bonifácio, Encólpio, Macróbio, Luciano, Claudiano (a data do último é aproximadamente 380), embora umas poucas sentenças Macróbio seja mencionado como sendo o bispo real.
O plano da obra foi descrito no Livro I e se completa nos seis volumes. Parece, então, que o sétimo livro, que Jerônimo não conhecia em 392, foi um apêndice para uma nova edição em que Santo Optato fez adições a duas listas episcopais. A data da obra original foi determinada através de uma frase em (I, xiii), de que "mais de sessenta se passaram desde a perseguição de Diocleciano (303–305). Fotino é aparentemente considerado como estando vivo, ainda que Juliano esteja morto (363). Assim, acredita-se que a primeira edição tenha sido publicada em 366 - 370 e a segunda, por volta de 385 - 390.

## Doutrina
Santo Optato lida com toda a controvérsia entre os católicos e os donatistas. Ele distingue entre os cismáticos e os heréticos. Os primeiros rejeitaram a unidade, mas têm a verdadeira doutrina e os sacramentos verdadeiros e, portanto, não deveriam ter sido ameaçados por Parmênio com a danação eterna. Esta doutrina suave é um grande contraste com a severidade de muitos dos Padres da Igreja contra o cisma. Esta crença parece ter sido motivada pela noção de que todos os que tem fé serão salvos, ainda que após longos tormentos - uma visão defendida por Orígenes e Dídimo, o Cego e combatida por Santo Agostinho (veja Salvação universal).
Donatistas e católicos concordavam sobre a necessidade de união na Igreja. A questão era qual seria esta Igreja Unida. Optato argumenta que ela não poderia existir apenas num canto da África. Ela precisaria ser catholica (a palavra usada como um substantivo), ou seja, no mundo inteiro. Parmênio enumerara seis dotes - ou propriedades - da Igreja, das quais Optato aceitou cinco e argumenta que a primeira, a cátedra (cathedra; sé episcopal) pertence aos católicos e, portanto, que eles teriam todas as demais.
Todo o cisma surgiu numa discussão sobre a sucessão episcopal em Cartago e seria de se esperar que Optato clamaria a posse da cátedra afirmando a legitimidade da sucessão católica em Cartago. Mas ele não fez isso. Ele respondeu: "Precisamos examinar quem primeiro se sentar na cadeira e onde.... Você não pode negar que sabe que na cidade de Roma, sobre Pedro, pela primeira vez a cadeira de bispo foi conferida e na qual se sentou o chefe dos apóstolos, Simão, então chamado de Pedro, em cuja cadeira a unidade deveria ser preservada por todos, sob o perigo de cada apóstolo clamar para si o trono, que enfim é a primeira das dotações que Pedro logo tomou e a quem Lino sucedeu.". Uma lista incorreta de papas se segue, terminando com "e à Dâmaso Siriácio, que é hoje o nosso colega, com quem o mundo todo conosco concorda pela comunicação de cartas comendatórias na irmandade comungada. Conte-nos a origem de seu trono, vocês que desejam clamar para vós a Igreja Sagrada".  Optato então zomba da recente sucessão antipapas donatistas em Roma.
Optato argumenta, especialmente no livro V, contra a doutrina que os donatistas herdaram de São Cipriano de que o batismo pelos que estão fora da Igreja não pode ser válido (veja batismo dos heréticos). Ele antecipa o argumento de Agostinho de que a fé do que batiza não interessa, uma vez que é Deus que confere a graça. Assim, seu argumento sobre a eficácia objetiva dos sacramentos ex opere operatio é bem conhecido: "Sacramenta per se esse sancta, non per homines" (V, iv). Assim, no batismo deve estar Santíssima Trindade, o crente e o ministro e, nesta ordem está suas respectivas importâncias. Refutando o sacrilégio dos donatistas, ele diz: "O que é tão profano a ponto de romper, arranhar, eliminar os altares de Deus, onde vocês próprios uma vez ofereceram, onde uma vez nasceram as preces do povo e dos membros de Cristo, onde o Deus todo-poderoso foi invocado, onde o Espírito Santo foi solicitado e veio a nós, de onde para muitos foi recebida a promessa de salvação eterna e a segurança da fé e esperança de ressurreição?.... Ou o que é um altar senão o trono do Corpo e Sangue de Cristo?".
No livro VII, uma notável discussão pela unidade foi adicionada: São Pedro pecou horrivelmente e negou seu mestre e, ainda assim, manteve as chaves. E, para manter a unidade e por caridade, os apóstolos não o excluíram de sua companhia. Assim, Optato defendeu a propensão dos católicos em receber de volta os lapsi (ao contrário dos donatistas) sem nenhuma dificuldade, pois há de haver muitos pecadores na Igreja e o joio está misturado ao trigo e a única certeza é que a caridade cobre todos os pecados.

## Apreciação Literária
O estilo de Santo Optato é vigoroso e animado. Ele mira na concisão e no efeito, ao invés de períodos longos, e isso à despeito da gentileza e caridade que é tão admirável em sua polêmica contra seus "irmãos", como ele insiste em chamar os bispos donatistas. Ele faz grande uso de São Cipriano, mesmo tendo refutado a opinião dele sobre o batismo e nem tenha copiado seu estilo. A sua descrição de eventos é vívida e admirável.
Ele era evidentemente um homem de bons gostos além de uma sofisticada cultura, pois ele nos legou em sua única obra um monumento de dialética convincente, de forma literária elegante e de caridade cristã. Mas o conjunto de seus argumentos não é tão bom quanto o desenvolvimento de cada um por si. Suas interpretações alegóricas têm grande repercussão, enquanto as de Parmênio são evidentemente ainda mais extravagantes.
Um apêndice continha um importante dossiê de documentos que foram aparentemente coletados por alguns católicos interessados na controvérsia  entre 330 e 347. Esta coleção já estava mutilada quando foi copiada pelo escriba do único manuscrito sobrevivente, que hoje está incompleto, tanto que devemos deplorar a perda de grande parte do material de primeira classe referente à história inicial dos donatistas. Hoje, podemos lamentar o que foi perdido através das citações feitas por Optato e por Agostinho.

## Veneração
Santo Optato aparentemente nunca recebeu nenhum culto eclesiástico. Porém, seu nome foi inserido no Martirológio Romano em 4 de junho, ainda que tenha sido quase desconhecido de todos os antigos martirológios e calendários.